# Prinquiau
Prinquiau est une commune de l'Ouest de la France, dans le département de la Loire-Atlantique, en région Pays de la Loire.

## Géographie

Situation de la commune de Prinquiau dans le département de la Loire-Atlantique.

Selon le découpage de la région Bretagne fait par Erwan Vallerie, Prinquiau fait partie du pays traditionnel de la Brière et du pays historique du Pays nantais.
Prinquiau est situé au pied du sillon de Bretagne, à 6 km à l'ouest de Savenay, 20 km à l'est de Saint-Nazaire et 40 km au nord-ouest de Nantes.
| Pontchâteau |           | Campbon            |
| Besné       | Prinquiau | La Chapelle-Launay |
| Donges      |           |                    |

### Climat
Pour des articles plus généraux, voir Climat des Pays de la Loire et Climat de la Loire-Atlantique.
En 2010, le climat de la commune est de type climat océanique franc, selon une étude du CNRS s'appuyant sur une série de données couvrant la période 1971-2000. En 2020, Météo-France publie une typologie des climats de la France métropolitaine dans laquelle la commune est exposée à un climat océanique et est dans la région climatique  Bretagne orientale et méridionale, Pays nantais, Vendée, caractérisée par une faible pluviométrie en été et une bonne insolation. 
Pour la période 1971-2000, la température annuelle moyenne est de 12,3 °C, avec une amplitude thermique annuelle de 12,9 °C. Le cumul annuel moyen de précipitations est de 786 mm, avec 12,7 jours de précipitations en janvier et 6 jours en juillet. Pour la période 1991-2020, la température moyenne annuelle observée sur la station météorologique de Météo-France la plus proche, « Saint-Nazaire-Montoir », sur la commune de Montoir-de-Bretagne à 11 km à vol d'oiseau, est de 12,6 °C et le cumul annuel moyen de précipitations est de 792,0 mm,. Pour l'avenir, les paramètres climatiques de la commune estimés pour 2050 selon différents scénarios d'émission de gaz à effet de serre sont consultables sur un site dédié publié par Météo-France en novembre 2022.

## Urbanisme

### Typologie
Au 1er janvier 2024, Prinquiau est catégorisée bourg rural, selon la nouvelle grille communale de densité à sept niveaux définie par l'Insee en 2022.
Elle appartient à l'unité urbaine de Prinquiau, une unité urbaine monocommunale constituant une ville isolée,. Par ailleurs la commune fait partie de l'aire d'attraction de Nantes, dont elle est une commune de la couronne,. Cette aire, qui regroupe 116 communes, est catégorisée dans les aires de 700 000 habitants ou plus (hors Paris),.

### Occupation des sols
L'occupation des sols de la commune, telle qu'elle ressort de la base de données européenne d’occupation biophysique des sols Corine Land Cover (CLC), est marquée par l'importance des territoires agricoles (77,1 % en 2018), en diminution par rapport à 1990 (85,9 %). La répartition détaillée en 2018 est la suivante : 
prairies (48,2 %), zones agricoles hétérogènes (17 %), zones urbanisées (13,7 %), terres arables (11,9 %), zones humides intérieures (5,2 %), forêts (2,7 %), espaces verts artificialisés, non agricoles (1,3 %). L'évolution de l’occupation des sols de la commune et de ses infrastructures peut être observée sur les différentes représentations cartographiques du territoire : la carte de Cassini (XVIIIe siècle), la carte d'état-major (1820-1866) et les cartes ou photos aériennes de l'IGN pour la période actuelle (1950 à aujourd'hui).

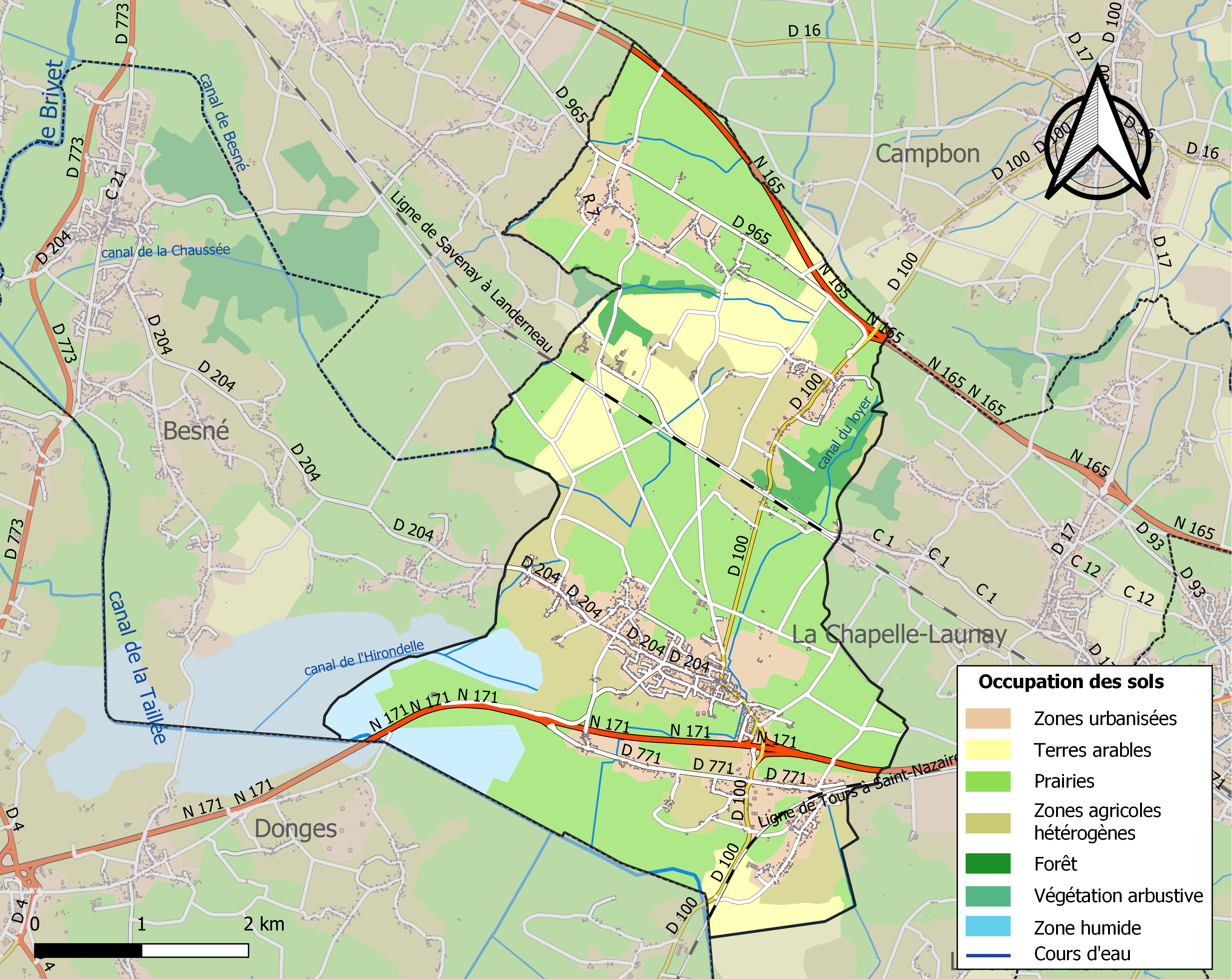
Carte des infrastructures et de l'occupation des sols de la commune en 2018 (CLC).

## Toponymie
Le nom de la localité est attesté sous les formes Prehinquel en 1075 et en 1090, Preuenquer en 1115, Prencqueau en 1284, Plencqueau en 1287, Princqueau en 1563.
Toponyme sans doute brittonique, mais d'identification malaisée[réf. nécessaire].
Prinquiau possède un nom en gallo, la langue d'oïl locale : Prinqhiao ou Prinqiao selon les écritures ABCD et MOGA, deux graphies reflétant les deux variations de prononciation qui ont été relevée : [pʁɛ̃cjaʊ] et [pʁɛ̃kjaʊ],.
En 1944, Théophile Jeusset crée un premier nom en breton pour la localité : Prevenker. La forme bretonne actuelle proposée par l'Office public de la langue bretonne est Prevenkel.

## Histoire
(mars 2013).

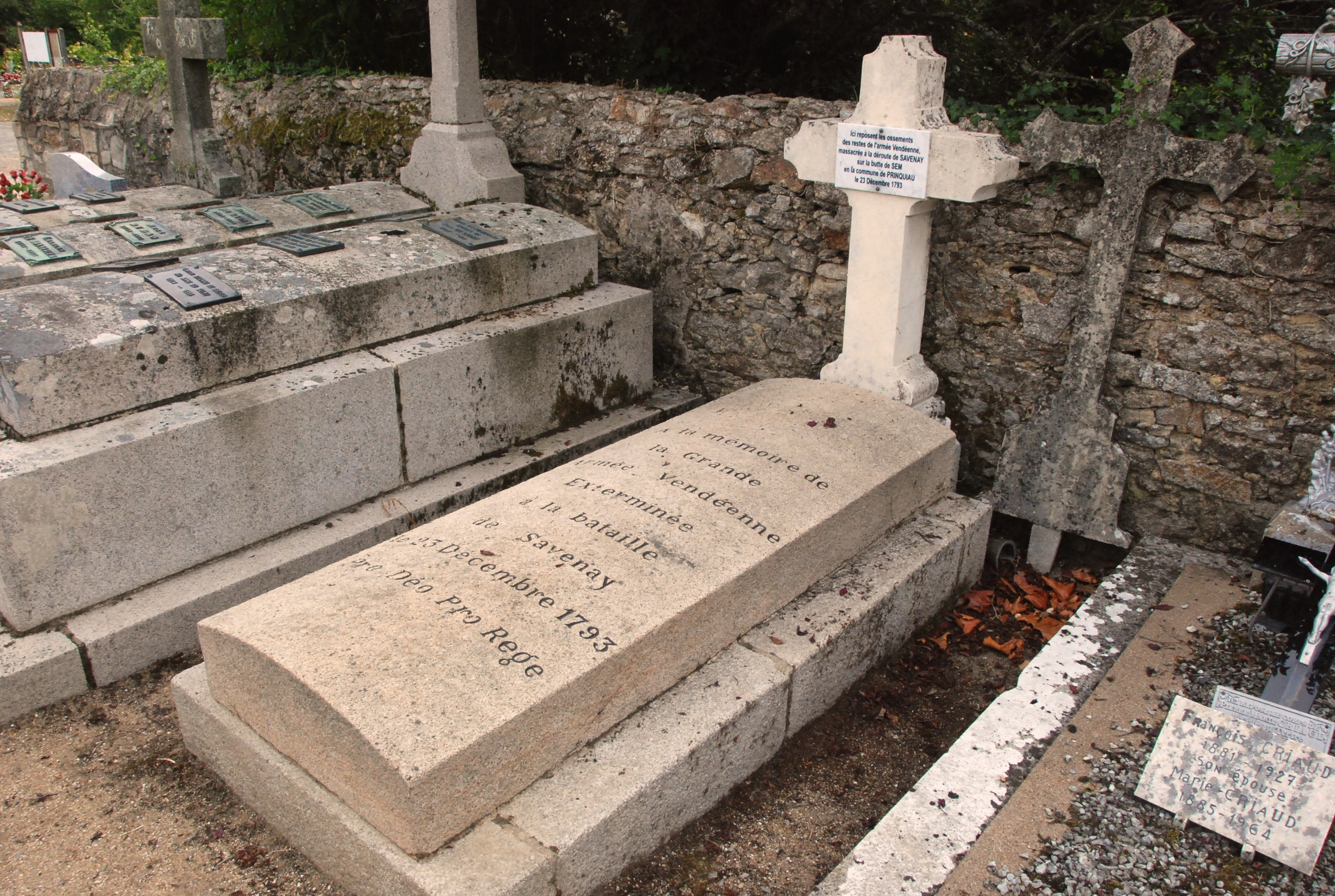
Tombe où reposent les de l'armée vendéenne massacrée à la déroute de Savenay sur la butte de Sem en la commune de Prinquiau (44) le 23 décembre 1793.

- 1090 : Prehinquel Cartulaire de l'Abbaye Saint-Cyprien de Poitiers[22]
- 1115 : Charte de Bricius (Évêque de Nantes) où il confirme les diverses possessions de l'Abbaye de Marmoutier (Tours) dont celle en Preuenquer (Prinquiau)[23]
- Terres et Juridictions citées dans les enquêtes de la réformation des feux en 1427 : Coislin ou La Muce, L'Ecurays, La Haie de Besné et la Ramée[24]. Juridiction ecclésiastique du Prieuré de Donges, dépendance de l'abbaye de Marmoutiers[25].
- 1385 - 1400 : Construction de l'actuel Château de L'Éscurays.
- 1603 : Transformation du Château de L'Éscurays en manoir Renaissance.
- 1771 : Formation de la Société Debray et Cie, pour l'assèchement des marais.
- 1793 : bataille de Savenay, une partie des survivants tentent de gagner la Loire ou de se cacher dans les bois de la Chapelle Launay et Prinquiau. Pendant la période révolutionnaire, les municipalités de la Chapelle-Launay et Prinquiau sont décrites comme anti-révolutionnaires[26].
- La Seconde Guerre mondiale se prolongea dans l'estuaire durant 9 mois de plus (d'août 1944 au 11 mai 1945) que dans le reste du département : c'est l'épisode connu sous le nom de poche de Saint-Nazaire.

## Population et société

### Démographie
Selon le classement établi par l'Insee, Prinquiau fait partie de l'aire urbaine de Nantes, de la zone d'emploi de Saint-Nazaire et du bassin de vie de Savenay. Elle n'est intégrée dans aucune unité urbaine. Toujours selon l'Insee, en 2010, la répartition de la population sur le territoire de la commune était considérée comme « peu dense » : 97 % des habitants résidaient dans des zones « peu denses »  et 3 % dans des zones « très peu denses ».

#### Évolution démographique
L'évolution du nombre d'habitants est connue à travers les recensements de la population effectués dans la commune depuis 1793. Pour les communes de moins de 10 000 habitants, une enquête de recensement portant sur toute la population est réalisée tous les cinq ans, les populations de référence des années intermédiaires étant quant à elles estimées par interpolation ou extrapolation. Pour la commune, le premier recensement exhaustif entrant dans le cadre du nouveau dispositif a été réalisé en 2008.

En 2022, la commune comptait 3 557 habitants, en évolution de +2,33 % par rapport à 2016 (Loire-Atlantique : +6,68 %, France hors Mayotte : +2,11 %).
| 1793 | 1800 | 1806 | 1821 | 1831  | 1836  | 1841  | 1846  | 1851  |
| ---- | ---- | ---- | ---- | ----- | ----- | ----- | ----- | ----- |
| 821  | 834  | 934  | 983  | 1 046 | 1 207 | 1 261 | 1 298 | 1 340 |

| 1856  | 1861  | 1866  | 1872  | 1876  | 1881  | 1886  | 1891  | 1896  |
| ----- | ----- | ----- | ----- | ----- | ----- | ----- | ----- | ----- |
| 1 412 | 1 579 | 1 619 | 1 545 | 1 564 | 1 606 | 1 590 | 1 581 | 1 559 |

| 1901  | 1906  | 1911  | 1921  | 1926  | 1931  | 1936  | 1946  | 1954  |
| ----- | ----- | ----- | ----- | ----- | ----- | ----- | ----- | ----- |
| 1 551 | 1 547 | 1 405 | 1 328 | 1 237 | 1 208 | 1 159 | 1 255 | 1 152 |

| 1962  | 1968  | 1975  | 1982  | 1990  | 1999  | 2006  | 2008  | 2013  |
| ----- | ----- | ----- | ----- | ----- | ----- | ----- | ----- | ----- |
| 1 220 | 1 214 | 1 475 | 2 009 | 2 175 | 2 053 | 2 674 | 2 849 | 3 382 |

| 2018  | 2022  | - | - | - | - | - | - | - |
| ----- | ----- | - | - | - | - | - | - | - |
| 3 442 | 3 557 | - | - | - | - | - | - | - |

#### Pyramide des âges
La population de la commune est relativement jeune.
En 2018, le taux de personnes d'un âge inférieur à 30 ans s'élève à 39,2 %, soit au-dessus de la moyenne départementale (37,3 %). À l'inverse, le taux de personnes d'âge supérieur à 60 ans est de 18,0 % la même année, alors qu'il est de 23,8 % au niveau départemental.
En 2018, la commune comptait 1 749 hommes pour 1 693 femmes, soit un taux de 50,81 % d'hommes, largement supérieur au taux départemental (48,58 %).
Les pyramides des âges de la commune et du département s'établissent comme suit.
| Hommes | Classe d’âge | Femmes |
| ------ | ------------ | ------ |
| 0,3    | 90 ou +      | 0,2    |
| 4,1    | 75-89 ans    | 5,3    |
| 12,0   | 60-74 ans    | 14,2   |
| 19,2   | 45-59 ans    | 17,1   |
| 24,0   | 30-44 ans    | 25,2   |
| 13,4   | 15-29 ans    | 14,3   |
| 27,0   | 0-14 ans     | 23,7   |

| Hommes | Classe d’âge | Femmes |
| ------ | ------------ | ------ |
| 0,6    | 90 ou +      | 1,8    |
| 6      | 75-89 ans    | 8,6    |
| 15,1   | 60-74 ans    | 16,4   |
| 19,4   | 45-59 ans    | 18,8   |
| 20,1   | 30-44 ans    | 19,3   |
| 19,2   | 15-29 ans    | 17,4   |
| 19,5   | 0-14 ans     | 17,6   |

## Culture et patrimoine

### Lieux et monuments
- Église paroissiale Saint-Côme et Saint-Damien, XIXe siècle
- Logis seigneurial (Manoir, Château) de l'Éscurays, XIVe siècle.

### Emblèmes

#### Héraldique
| Blason | Blasonnement : Contre-vairé d'or et de gueules, au chef d'azur chargé d'un soleil non figuré d'or issant. Commentaires : Blason conçu par J.-P. Marzelière (délibération du 7 février 1971), enregistré le 17 mars 1971. |

#### Devise
La devise de Prinquiau : Prope Ab Aqua Du Noque Conjoncti.

### Personnalités liées à la commune
- Laurent Kerusoré (1974-), comédien.
- René Grenier, né le 23 décembre 1943 à Prinquiau et mort le 5 février 2004, coureur cycliste professionnel.